# Dinia eagrus
Dinia eagrus là một loài bướm đêm thuộc phân họ Arctiinae, họ Erebidae.